# Otto Zehentbauer
Otto Zehentbauer (* 27. August 1880 in Landshut; † 20. August 1961 in München) war ein deutscher Bildhauer, spezialisiert auf Kirchenkunst und erfolgreich mit Krippendarstellungen.

## Leben
Otto Zehentbauer absolvierte eine Lehre in der Michael Mayer’schen Bildhauerwerkstätte in Landshut. Er war einige Zeit Gehilfe bei Meister Linner in Landshut und ging 1902 nach München. Hier studierte er vier Semester an der Kunstgewerbeschule, unter anderen bei Heinrich Waderé das Fach Figur, und bei Leonhard Romeis Architektur. Ein Bildhauerstudium mit 14 Semestern an der Akademie der Bildenden Künste München unter Balthasar Schmitt in München folgte.
Seine Arbeit konzentrierte sich stark auf christliche Kunst. Als selbständiger Bildhauer schuf er neben Heiligenfiguren und Kruzifixen hauptsächlich Krippenfiguren. Sie waren entweder komplett aus Holz geschnitzt oder es handelte sich um mit Stoff bekleidete Figuren, bei denen der geschnitzte Kopf und die Gliedmaßen mit Draht oder Kugelgelenken verbunden waren. Eine Variante waren Figuren aus sogenanntem Hartguss, einer speziellen Gipsmasse, die mit Draht und Leinengewebe verstärkt wurde.
Otto Zehentbauer war Mitglied des Vereins Bayerischer Krippenfreunde und gehörte der Münchner Ortsgruppe über 40 Jahre lang an. Vor dem Zweiten Weltkrieg entstand ein abendfüllender Krippenfilm im Breitband-Kinoformat (Stummfilm), der eine etwa 15-minütige Szene in Zehentbauers Atelier, in der Lerchenauer Straße 206, enthält.
Otto Zehentbauers Atelier blieb bis 2014 unverändert erhalten. Anfang 2014 kaufte die gemeinnützige Stiftung der Raiffeisenbank München Nord das Anwesen und ließ das Haus am 11. Januar 2017 abbrechen.

## Verbreitung seiner Werke
Zehentbauer arbeitete unter anderem für Klöster und Kirchen in Aachen, Bayreuth, Bernkastel, Bonn, Erlangen, Freising, Fürth, Fulda, Lichtenborn, Mallersdorf, Miltenberg, München, Nürnberg, Olching, Paderborn, Raesfeld, Saarbrücken, Speyer, Springiersbach, Waxweiler und Moselkern.
Die Maria der Weihnachtskrippe des Münchner Doms wird auf einer Weihnachtsbriefmarke der Deutschen Post gezeigt.